# Добрна
Добрна, позната и као Терме Добрна (словен. Dobrna) је град и управно средиште истоимене општине, која припада Савињској регији у Републици Словенији.
По попису становништва из 2011. године, насеље Добрна имало је 548 становника.
Насеље Добрна је једно од најпознатијих бања у Словенији. У њој се лече болести женских репродуктивних органа, живчана обољења и болести кардиоваскуларног система.